# Tropicosa moesta
Espèce
Synonymes
- Lycosa moesta Holmberg, 1876

Tropicosa moesta est une espèce d'araignées aranéomorphes de la famille des Lycosidae.

## Distribution
Cette espèce se rencontre en Argentine, en Uruguay, au Brésil et au Pérou.

## Description
Le juvénile holotype mesure 16 mm.
Le mâle décrit par Paredes-Munguia, Brescovit et Teixeira en 2023 mesure 7,89 mm et la femelle 11,33 mm, les mâles mesurent de 6,66 à 8,80 mm et les femelles de 8,00 à 11,66 mm

## Systématique et taxinomie
Cette espèce a été décrite sous le protonyme Lycosa moesta par Holmberg en 1876. Elle est placée dans le genre Alopecosa par Petrunkevitch en 1911 puis dans le genre Tropicosa par Paredes-Munguia, Brescovit et Teixeira en 2023.

## Publication originale
- Holmberg, 1876 : « Arácnidos argentinos. » Anales de Agricultura de la Republica Argentina, vol. 4, p. 1-30.